# Blakea quadrangularis
Blakea quadrangularis är en tvåhjärtbladig växtart som beskrevs av José Jéronimo Triana. Blakea quadrangularis ingår i släktet Blakea och familjen Melastomataceae. Inga underarter finns listade i Catalogue of Life.